# Gallupův seznam nejobdivovanějších lidí 20. století
Gallupův seznam nejobdivovanějších lidí 20. století (angl. Gallup's List of Widely Admired People) je seznam publikovaný v prosinci 1999, který je kompilací jednotlivých průzkumů nejoblíbenějších světových osobností, které každoročně provádí mezi občany USA Gallupova organizace.

## Kompletní seznam
1. Matka Tereza
2. Martin Luther King
3. John F. Kennedy
4. Albert Einstein
5. Helen Keller
6. Franklin D. Roosevelt
7. Billy Graham
8. Jan Pavel II.
9. Eleanor Roosevelt
10. Winston Churchill
11. Dwight Eisenhower
12. Jacqueline Kennedy Onassis
13. Móhandás Karamčand Gándhí
14. Nelson Mandela
15. Ronald Reagan
16. Henry Ford
17. Bill Clinton
18. Margaret Thatcher